# Рехенберг (Нюрнберг)
Рехенберг представляет собой гору и небольшой парк в Нюрнберге в его восточной части, названой по имени расположенной здесь кирхи Св. Джоба (нем. Stadtteil St. Jobs) к северу от Аусерен Зульцбахер штрассе, бывшей в средние века главной королевской дорогой на Прагу. Рехенберг простирается в широтном направлении и занимает площадь 5,6 га. Высота горы, образованной песчаником, равна 338 м над уровнем моря.

## История
На самом высоком месте горы между 1524 и 1527 годами некто Зебальд Рех построил башнеобразный дом, окружив его рвом. Во время Второй Маркграфской войны горсовет Нюрнберга постановил в 1552 г.дом сжечь.

Затем Альбрехт Алкивиад из рода Гогенцоллернов, пытаясь вернуть принадлежащий роду город, подверг его обстрелу, что повлекло за собой значительные разрушения. В связи с этим горсовет в 1553 г. вторично постановил вообще срыть верхнюю часть холма. В том же году находившийся ранее здесь дом был восстановлен и просуществовал до 1916 года, когда был сломан.

## Людвиг Фейербах
В 1850 г. здесь в этом доме поселился философ Людвиг Фейербах и жил в нём до своей смерти в 1872 году. В 1930 г. здесь был воздвигнут кенотаф, который в годы нацизма на основании решения горсовета был удалён, но в 1955 г. вновь восстановлен. В 1899 г. Рехенберг вместе с соседним поселением вошёл в состав города.
Изображение Рехенберга в том виде, который он имел при Фейербахе, помещено на обратной стороне памятника ему, установленного на «Тропе философов».
В южной части горы (Schleiermacherstrasse) в 1915 г. ранним жилищным кооперативом был построен комплекс домов, а на севере (Lützow- und Nettelbeckstraße) в конце 20-х XX века были построены здания в эклектическом стиле, подражающем Арт-деко.

## Обсерватория
В 1930 году на средства физического общества Нюрнберга на горе была построена астрономическая обсерватория имени Региомонтана (нем. Regiomontanus-Sternwarte), ставшая народной обсерваторией.